# Гелена Домбчанська
Гелена Домбчанська (пол. Helena Dąbczańska; 3 січня 1863, Львів — 7 січня 1956, Краків, Польща) — польська колекціонерка книг, творів мистецтва та народних ремесел. Дарувальниця цінних та багатих мистецьких колекцій польським музеям.

## Життєпис
Гелена Домбчанська народилася 3 січня 1863 року в родині відомого у Львові адвоката Антонія Домбчанського (1808—1898) та Наталії з Ласкевичів. Крім Гелени, у подружжя було двоє синів — Лешек та Юзеф (діти А. Домбчанського від першого шлюбу, перша дружина померла), а також Марія, народжена у шлюбі Домбчанського з Наталією. Домбчанська була кузиною Артура Гроттгера та родичкою Юзефа Бема.
Була одружена з Володимиром Будзиновським (1859—1899), доктором права, банкіром, директором Галицького земського кредитового товариства. Шлюб був невдалим, і подружжя швидко розпалося. Хоча по смерті Будзиновського у 1899 році вона тривалий час використовувала обидва прізвища, але згодом перейшла на своє дошлюбне прізвище.
Гелена Домбчанська отримала велике визнання завдяки пристрасті до колекціонування. Вона успадкувала невелику колекцію старожитностей від свого батька Антонія Домбчанського, яку протягом ще кількох років значно поповнила. Вона зібрала велику кількість книг, включаючи низку інкунабул та гравюр, малюнки та картини польських та закордонних художників, ікони, кераміку, тканини та меблі. У власній віллі при вулиці Цитадельній, 3 (нині — вул. Чайковського, 33—35), що біля підніжжя Львівської цитаделі у неї був приватний музей, який також слугував місцем недільних зустрічей львівської еліти — так званий, «художній недільний ранок». До Першої світової війни вона організувала у Львові дві великі виставки тканин, костюмів та декоративно-прикладного мистецтва епохи бідермаєра.
Вона мала намір подарувати найціннішу частину своєї колекції Польщі для збагачення музейного фонду реконструйованого Вавеля, але зрештою колекції були передані Національному музею в Кракові, Технічному, промисловому та етнографічному музеям у Кракові та Національному музею імені Короля Яна III у Львові. Частина цієї колекції була передана Музею Великопольщі у Познані, Національного музею Перемишльщини у Перемишлі, Музею Поділля у Тернополі, бібліотеці Академії образотворчих мистецтв у Кракові.
У 1909 року Домбчанська подарувала низку картин львівських художників, створеній у 1907 році, Картинній галереї у Львові, а 1922 року — колекцію картин львівських художників та творів художників епохи бідермаєра Національному музею імені Короля Яна III у Львові.
Свого часу її полонили гуцули. Вона врятувала від знищення старовинні предмети та речі церковного вжитку у Східній Польщі (придбала фрагменти іконостасу, свічники, хрести та картини, вилучені під час реконструкції). Вона подарувала свою багату гуцульську колекцію (близько 100 майолікових свічників та вирізьблених з дерева свічників, кількадесят хрестів, гуцульських шрамів, вишивок, фігур, картин, жердин) у 1911 році Етнографічному музею в Кракові, що мав свій відділ у Вавелі.
У 1920 році Домбчанська переїхала до Кракова і мешкала в будівлі, що прилягає до Етнографічного музею. У 1939 році вона повернулася до Львова. По закінченню війни, через вимушену репатріацію поляків на батьківщину, вона була змушена залишити рідний Львів та переїхати до Кракова, де й померла у закладі Гельців 7 січня 1956 року. Похована за кошти міста на Раковицькому цвинтарі у Кракові.